# Mārtiņš Cipulis
Mārtiņš Cipulis (ur. 29 listopada 1980 w Kiesi) – łotewski hokeista, reprezentant Łotwy, trzykrotny olimpijczyk.

## Kariera
- Liepājas Metalurgs (1998-2000)
- HK Riga 2000 (2000-2006)
  -  HK Prizma Ryga (2001)
- HK Poprad (2006-2007)
- Mietałłurg Żłobin (2007-2008)
- Dinamo Ryga (2008-2010)
- Amur Chabarowsk (2010-2011)
- Dinamo Ryga (2011-2012)
- HC Lev Praga (2012-2013)
- Dinamo Ryga (2013-2015)
- MHC Martin (2016)
- EHC Lustenau (2016-2017)
- HK Kurbads (2017-2020)

Wychowanek Liepājas Metalurgs. Od kwietnia 2012 do kwietnia 2013 roku zawodnik HC Lev Praga. Od lipca 2013 ponownie zawodnik Dinama Ryga. Od stycznia 2016 zawodnik słowackiego klubu MHC Martin (wraz z nim jego rodak Jānis Sprukts). Od grudnia 2016 zawodnik EHC Lustenau. Od października 2017 zawodnik HK Kurbads.
Uczestniczył w turniejach mistrzostw świata w 2005, 2006, 2007, 2008, 2009, 2010, 2011, 2012, 2013, 2014, 2015 oraz zimowych igrzysk olimpijskich 2006, 2010, 2014.

## Osiągnięcia

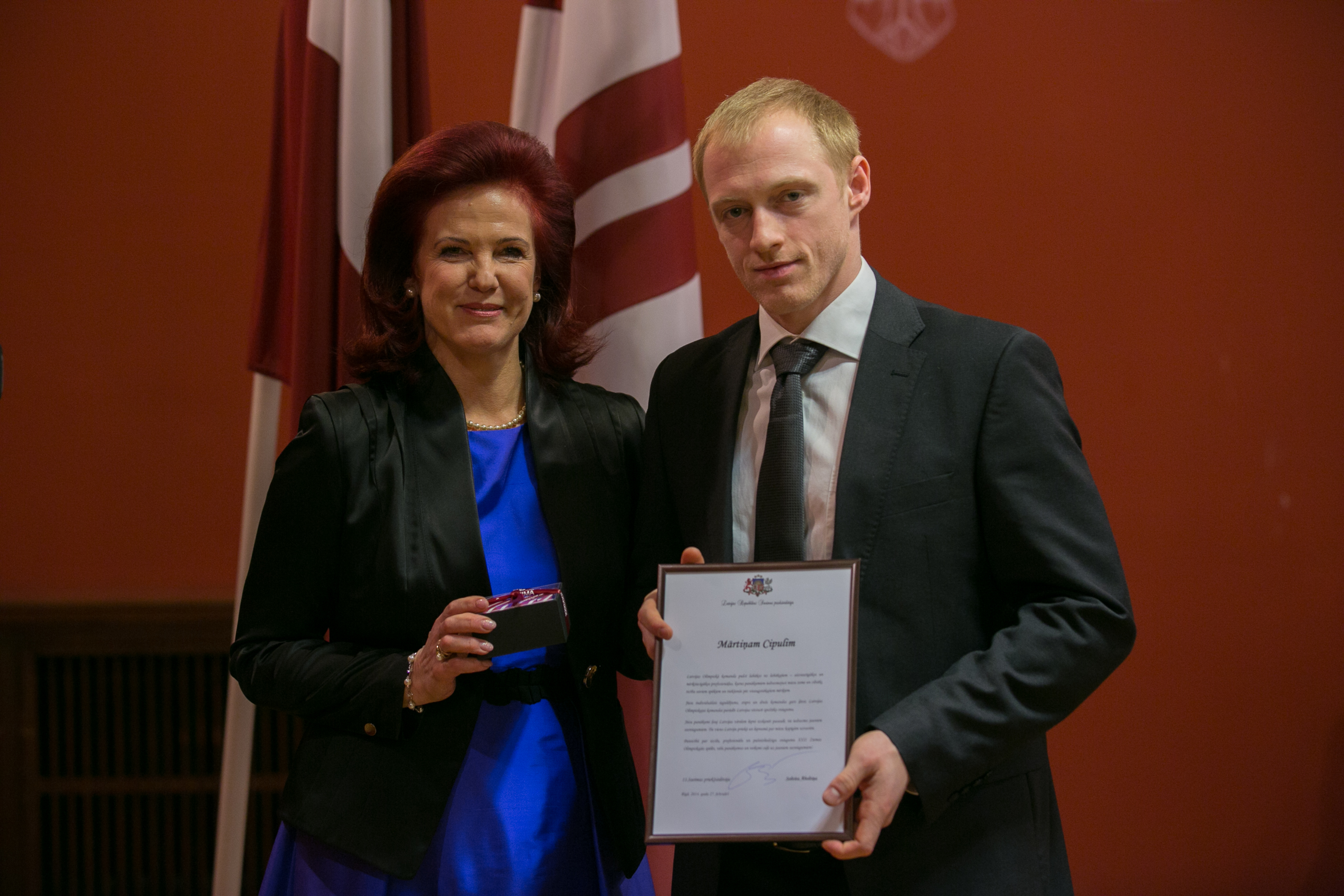
Mārtiņš Cipulis i przewodnicząca Sejmu Łotwy, Solvita Āboltiņa (2014)

Klubowe
- Złoty medal mistrzostw Łotwy: 2000 z Metalurgs Lipawa, 2001, 2004, 2005, 2006, 2007 z HK Riga 2000
- Srebrny medal mistrzostw Łotwy: 2002, 2003 z HK Riga 2000
- Brązowy medal mistrzostw Białorusi: 2006 z HK Riga 2000
- Drugie miejsce w Pucharze Kontynentalnym: 2005/2006 z HK Riga 2000
- Wicemistrzostwo Wschodnioeuropejskiej Ligi Hokejowej: 2001, 2002 z HK Riga 2000

Indywidualne
- Najlepszy napastnik ekstraligi łotewskiej w sezonie 2003/2004
- Mistrzostwa Świata w Hokeju na Lodzie 2013/Elita:
  - Pierwsze miejsce w klasyfikacji minut kar turnieju: 29 minut